# Mancherial (huyện)
Bản mẫu:Infobox India district

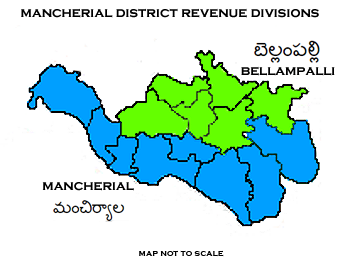
Mancherial District Revenue divisions

Huyện Mancherial là một huyện nằm ở vùng phía Bắc bang Telangana, Ấn Độ. Nó từng là một phận của huyện Adilabad trước khi được tách ra.
Huyện được chi thành 2 phó huyện (Mancherial và Bellampalli) và 18 mandal. Thủ phủ huyện được đặt tại thị trấn Mancherial.
Mancherial District Revenue Divisions Mandals Information Lists 
| Sl No | Revenue division    | Mandals              |
| 1     | 1.Mancherial        | Chennur              |
| 2     | 1.Mancherial        | Jaipur               |
| 3     | 1.Mancherial        | Bheemaram (new)      |
| 4     | 1.Mancherial        | Kotapally            |
| 5     | 1.Mancherial        | Luxettipet           |
| 6     | 1.Mancherial        | Mancherial           |
| 7     | 1.Mancherial        | Naspur (new)         |
| 8     | 1.Mancherial        | Hajipur (new)        |
| 9     | 1.Mancherial        | Mandamarri           |
| 10    | 1.Mancherial        | Dandepally           |
| 11    | 1.Mancherial        | Jannaram             |
| 12    | 2.Bellampally (new) | Kasipet              |
| 13    | 2.Bellampally (new) | Bellampally          |
| 14    | 2.Bellampally (new) | VemanpalleVemanpally |
| 15    | 2.Bellampally (new) | Nennel               |
| 16    | 2.Bellampally (new) | Tandur               |
| 17    | 2.Bellampally (new) | Bheemini             |
| 18    | 2.Bellampally (new) | Kannepally (new)     |